# Giorgio II Rákóczi
György II Rákóczi talvolta italianizzato in Giorgio Ragozzi (Sárospatak, 30 gennaio 1621 – Várad, 7 giugno 1660) fu principe di Transilvania dal 1643 al 1660, anno della propria morte.

## Biografia
Figlio del principe di Transilvania Giorgio I. Nel 1640 divenne capitano di Várad (Oradea Mare) e conte di Bihar, poi, nel 1642, vivo ancora il padre, fu eletto principe (voivoda). Nel 1643 si unì in matrimonio con la ricchissima Sofia Báthory, della famiglia nobile ungherese Bathory.
Asceso al trono di Transilvania nel 1648, concentrò le sue aspirazioni nella conquista del trono di Polonia e intavolò lunghissime trattative con i voivodi dei principati romeni, con Polacchi, Cosacchi e Svedesi, approfittando anche dei servizi diplomatici del grande pedagogista Jan Amos Komensky (Comenius).
Nel 1657, insieme col re Carlo Gustavo di Svezia, scatenò la guerra contro la Polonia, non curandosi del divieto del governo di Costantinopoli, che mandò i Tartari di Crimea contro il principe disobbediente. La campagna finì in una vera catastrofe. Lasciato solo dagli Svedesi, Giorgio II si vide costretto a concludere la pace con la Polonia a prezzo di un ingente riscatto, ma le sue truppe, guidate dall'eroico János Kemény, vennero per tradimento catturate dai Tartari. La Sublime Porta non intendeva tollerare più il Rákóczi come principe; ma questi cacciò il suo rivale, A. Barcsay, protetto dai Turchi.
Sconfitto e ferito mortalmente nella battaglia di Fenes, morì il 7 giugno 1660 a Várad. La sua ardita politica estera costò grandi sofferenze alla Transilvania e pose fine alla breve epoca di splendore del principato.